# Kamjanets-Podilsky
De Oekraïense stad Kamjanets-Podilsky (Oekraïens: Кам'янець-Подільський, Pools: Kamieniec Podolski, Russisch: Каменец-Подольский) is gelegen in het gelijknamige stadsdistrict Kamjanets-Podilsky in de oblast Chmelnytsky. Op 1 januari 2015 telde Kamjanets-Podilsky 101.728 inwoners.

## Geboren in Kamjanets-Podilsky
- Aleksander Michałowski (1851-1938), pianist en componist
- Sergej Gorsjkov (1910-1988), Sovjet-admiraal
- Volodymyr Kaplytsjnyj (1944-2004), voetballer en trainer
- Alexander Finkel (1975), schaker
- Vladyslav Vanat (2002), voetballer

## Galerij

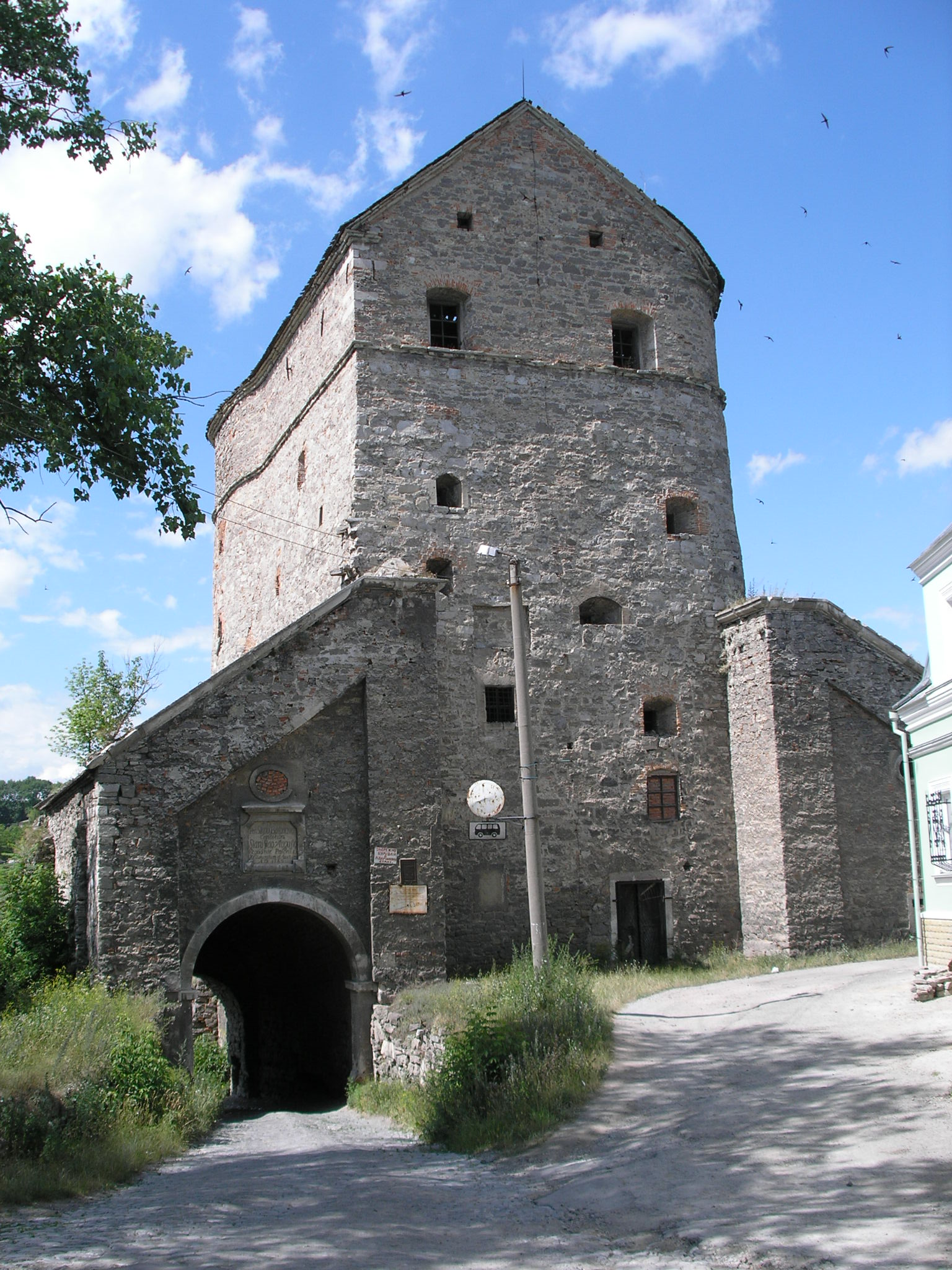
Een oude stadspoort.
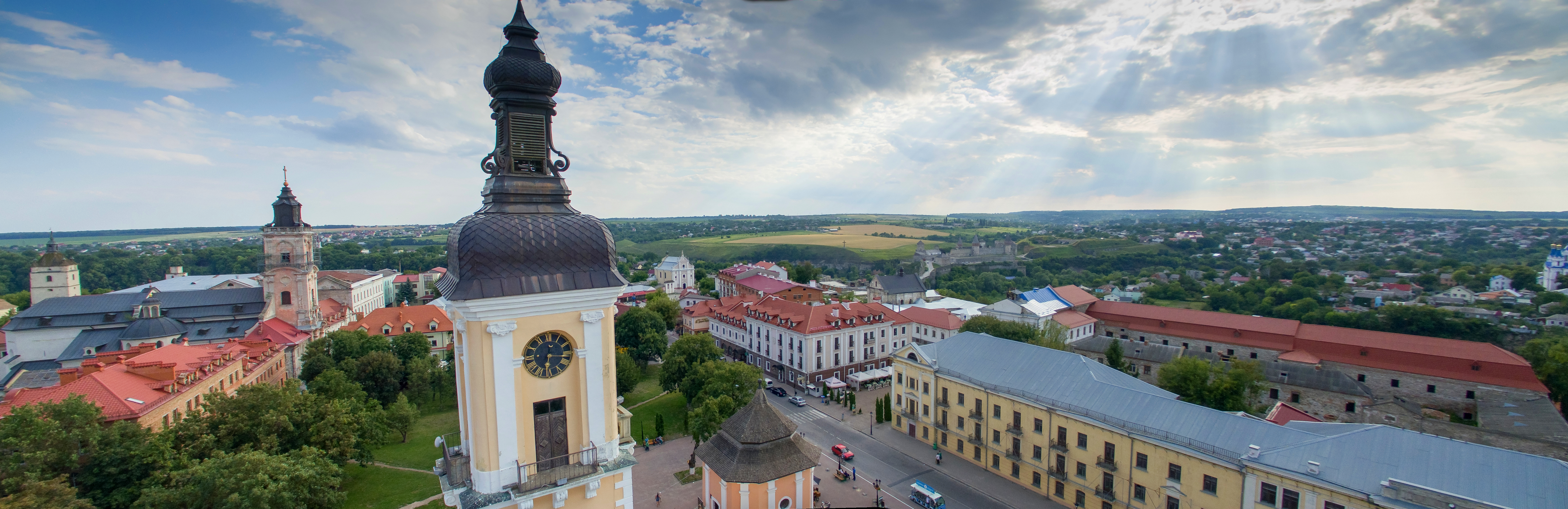
Blik op het oude stadgedeelte.
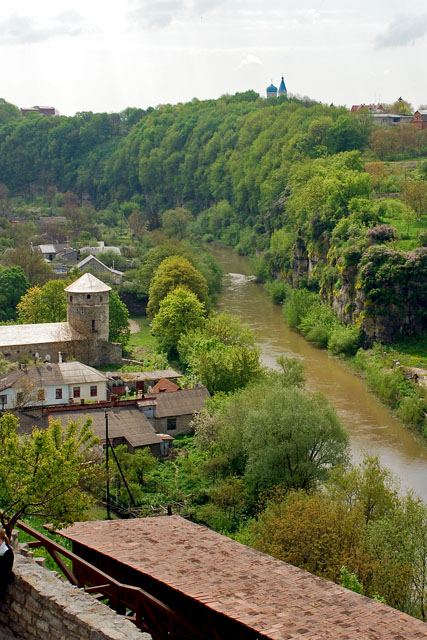
De rivier Smotrytsj.
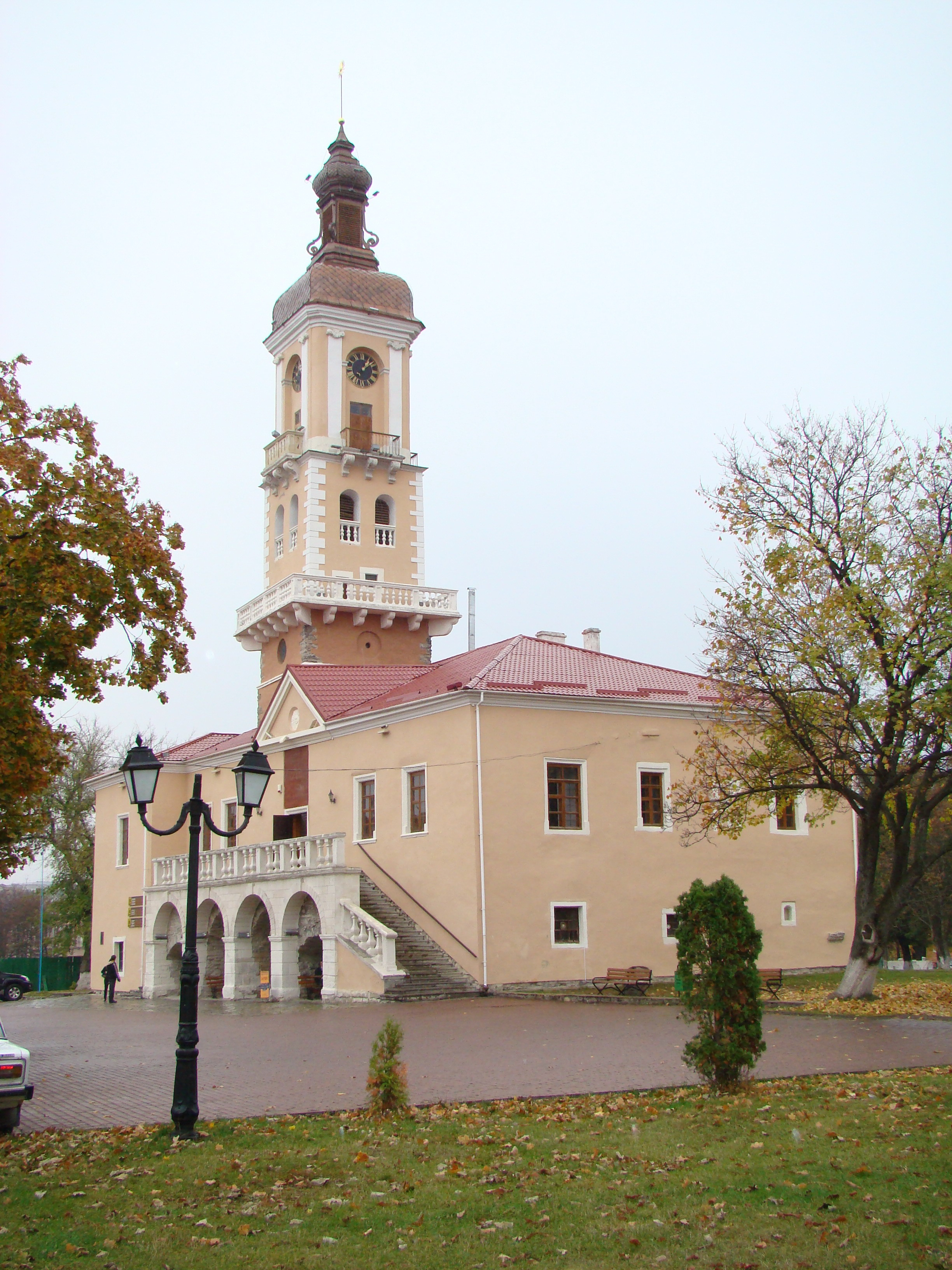
Een monumentale kerk in Kamjanets-Podilsky.
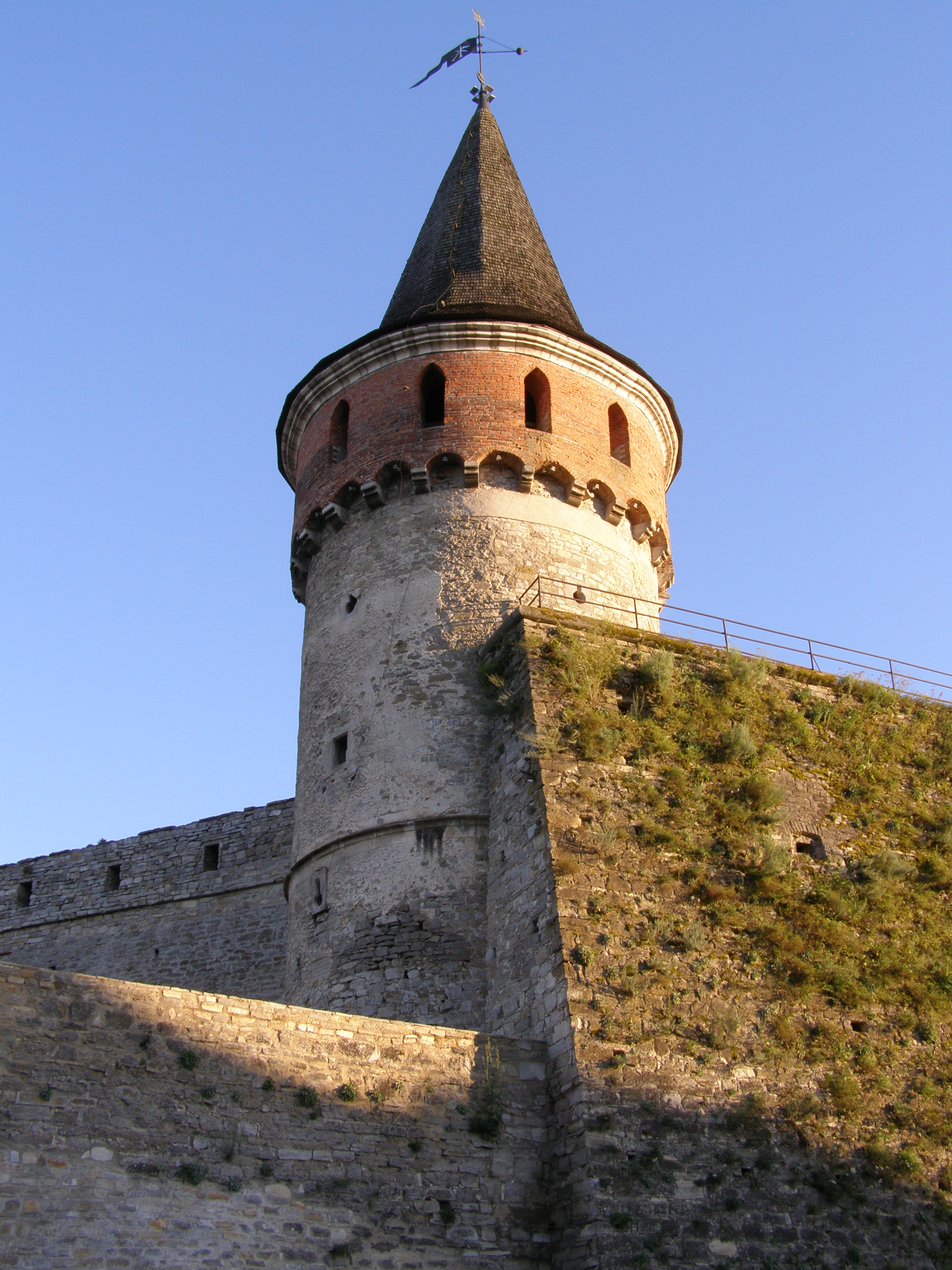
Toren van het Kasteel van Kamjanets-Podilsky.
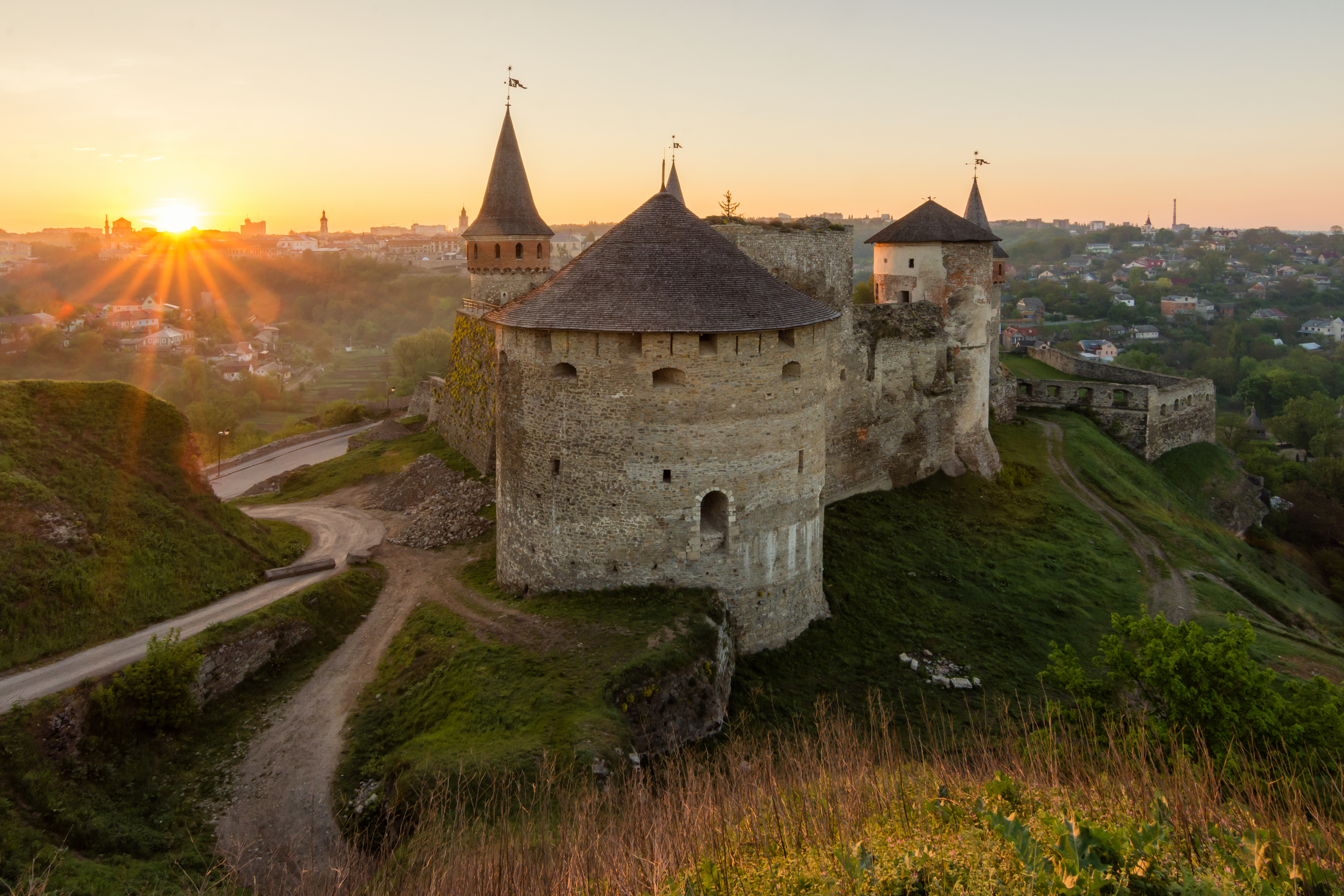
Muur en torens van het Kasteel van Kamjanets-Podilsky.
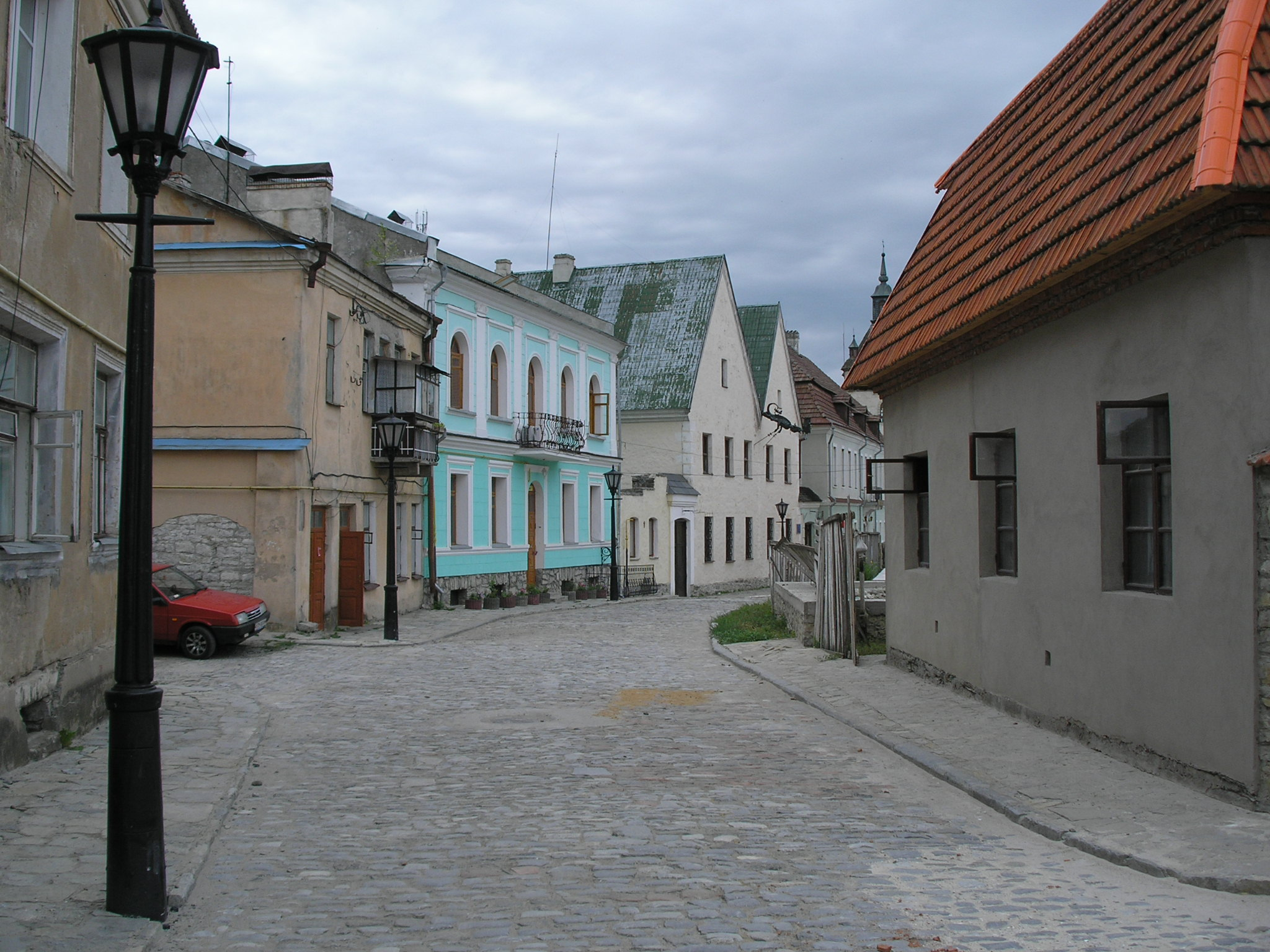
Straat in het oude stadsgedeelte.
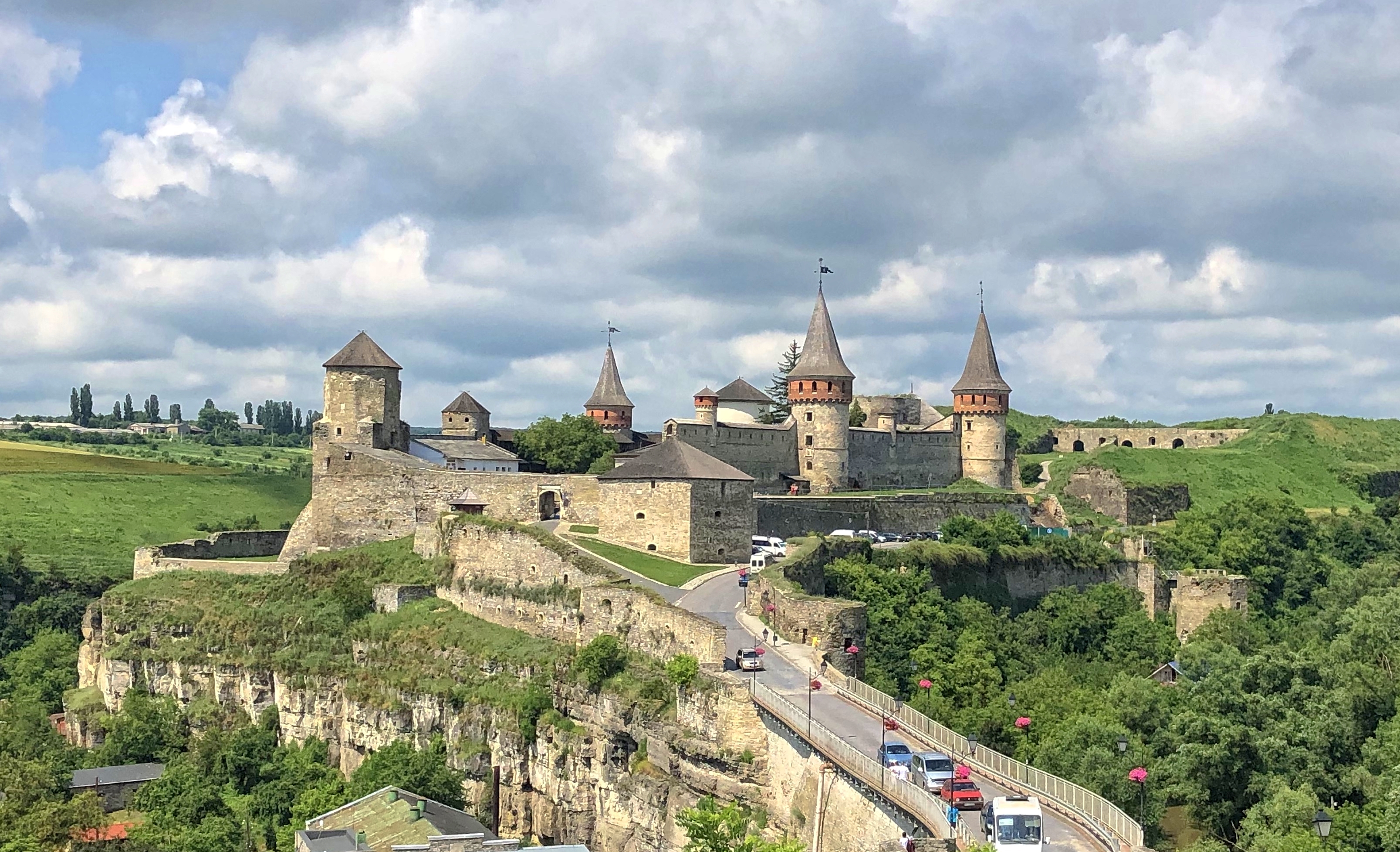
Kasteel van Kamjanets-Podilsky.
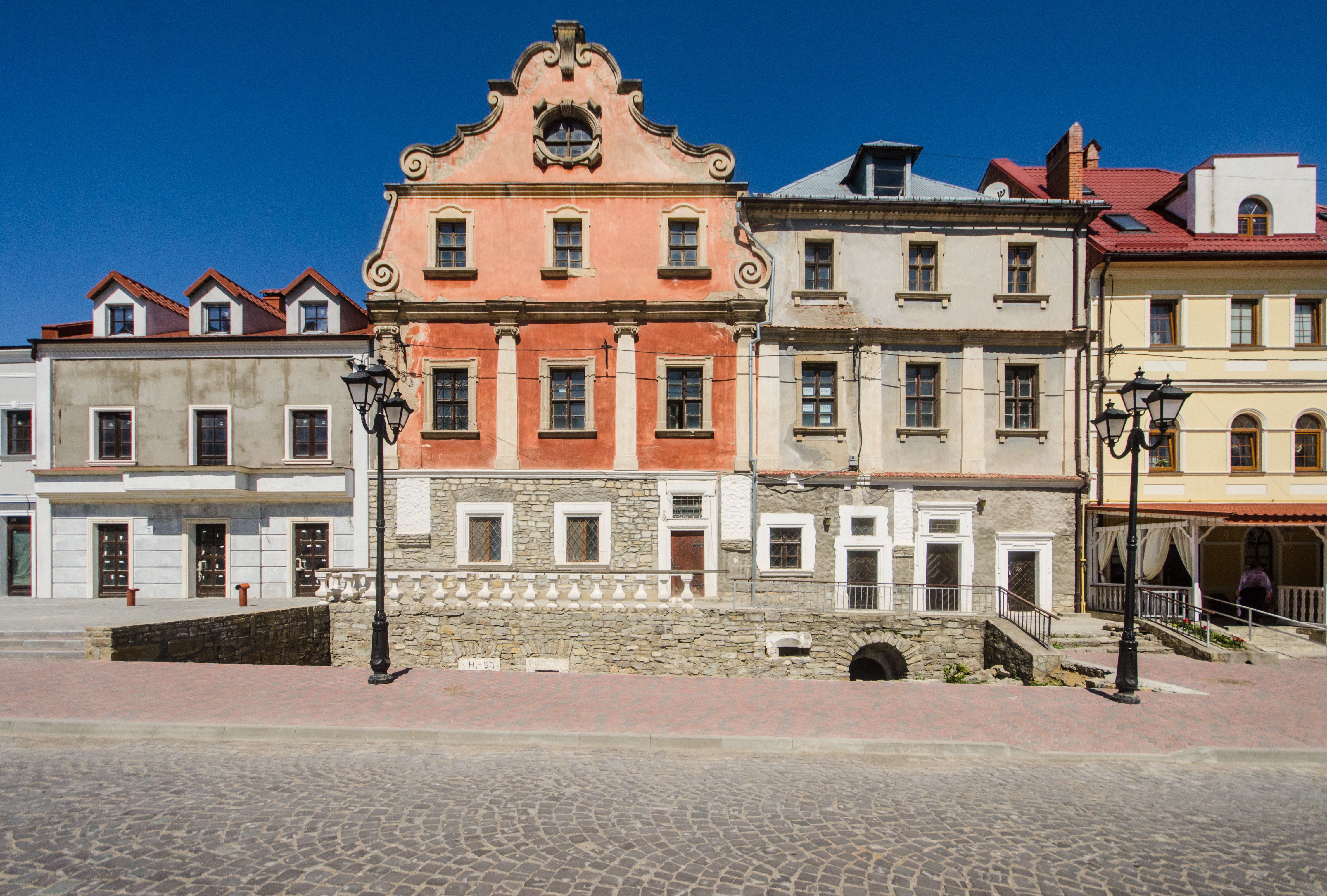
Zarvanskastraat.
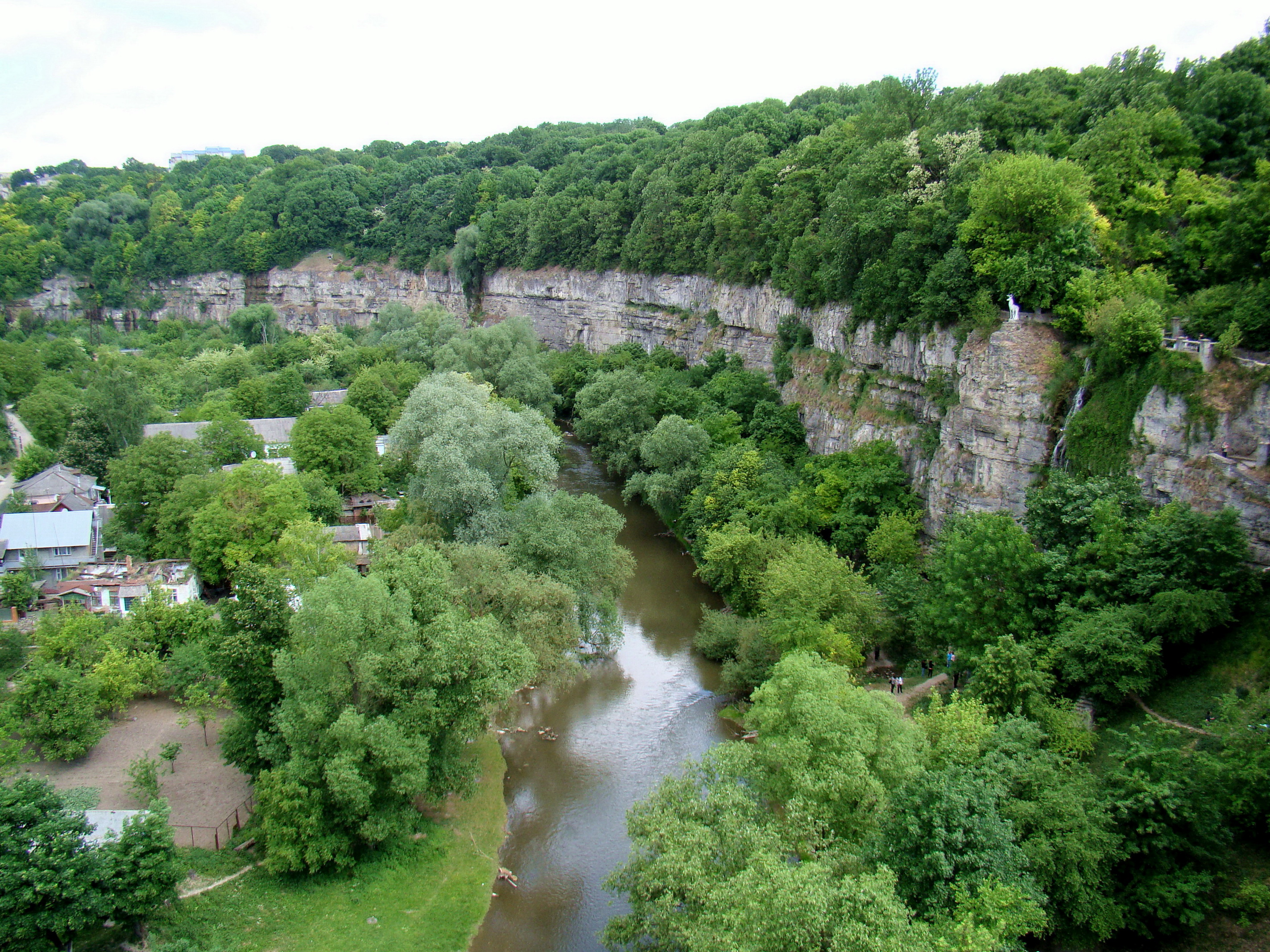
Kloven langs de rivier Smotrytsj.